# Roh Tae-woo
Roh Tae-woo (koreanisch 노태우, Aussprache: [no.tʰɛ̝.u], * 4. Dezember 1932 in Taikyū, Unterprovinz Keishō-hokudō, Provinz Chōsen, Japanisches Kaiserreich, heutiges Südkorea; † 26. Oktober 2021 in Seoul) war ein südkoreanischer General und Politiker. Er war von 1988 bis 1993 der sechste Präsident Südkoreas. Er ist bekannt für die Einführung der Nordpolitik, die auf eine Normalisierung der Beziehungen zur Sowjetunion und China abzielte und indirekt auch zu Nordkorea.

## Leben
Während des Koreakriegs (1950–1953) trat er als Wehrpflichtiger in die südkoreanische Armee ein. Später trat er in die koreanische Militärakademie ein. Im Februar 1954 schloss er sein Studium mit einem Bachelor of Science ab und wurde zum Leutnant befördert. Er kämpfte im Vietnamkrieg, zunächst 1968 als Oberstleutnant und Bataillonskommandeur, später als Generalmajor und 1979 als Kommandeur der White Horse Division. Er bekleidete anschließend mehrere Schlüsselpositionen in der Armee, darunter 1979 den Posten des Befehlshabers des Hauptstadtkommandos und 1980 den des Befehlshabers des Verteidigungskommandos. Nach seinem Ausscheiden aus der koreanischen Armee im Juli 1981 war er nacheinander Minister for National Security and Foreign Affairs,  Minister for Sports und Minister for Home Affairs.
Am 11. Juli 1983 übernahm Roh Tae-woo das Amt des Vorsitzenden des Seoul Olympic Organizing Committee, das er am 7. Mai 1985 an Park Seh-jik übergab. Er selbst übernahm den Parteivorsitz der Demokratischen Gerechtigkeitspartei.
Der Militärmachthaber Chun Doo-hwan hatte ihn als seinen Nachfolger als Präsident ausgewählt, wogegen die südkoreanische Öffentlichkeit im Juni 1987 Sturm lief. Das diktatorische Regime sah sich zu Zugeständnissen genötigt, sodass es zu einer Verfassungsreform und den ersten demokratischen Wahlen Südkoreas kam. In diesen konnte sich Roh im Dezember des Jahres gegen die Kandidaten der demokratischen Opposition durchsetzen. Dem Wahlrecht gemäß genügte ihm hierzu die relative Mehrheit. Da sich die Opposition nicht auf einen einzelnen Bewerber einigen konnte und mit Kim Young-sam und Kim Dae-jung ins Rennen ging, siegte Roh mit nur 36,6 Prozent der Stimmen. Bei der folgenden Präsidentschaftswahl 1992 wurde Roh schließlich durch Kim Young-sam abgelöst.
Im Vorfeld und während Rohs Präsidentschaft begannen 1987 Pro-Demokratie-Demonstrationen in Seoul und anderen Städten Südkoreas, die während der Olympischen Sommerspiele 1988 auch international wahrgenommen wurden. Als Präsident setzte Roh zahlreiche Sozialreformen durch, wodurch es seiner Regierung gelang, die noch unsichere Demokratie weiter zu stabilisieren.
Er wurde Mitte der 1990er Jahre für Vorkommnisse in der Zeit der Militärdiktatur vor Gericht gestellt. Im August 1996 wurde er wegen Hochverrats, Meuterei und Korruption zu einer 22½-jährigen Haftstrafe verurteilt; in der Berufung wurde die Haftstrafe auf 17 Jahre reduziert. Im Dezember 1997 begnadigte ihn sein Nachfolger Präsident Kim Young-sam.
Roh war verheiratet und wohnte in Seoul. Sein Schwiegersohn ist der Manager und Milliardär Chey Tae-won.
Roh Tae-woo starb im Oktober 2021 im Seoul National University Hospital im Alter von 88 Jahren.